# Sandys (Bermudas)
Sandys é uma paróquia do arquipélago das ilhas Bermudas.